# Piotr Jędraszczyk
Piotr Jędraszczyk  (ur. 9 października 2001) – polski piłkarz ręczny występujący na pozycji środkowego rozgrywający. Aktualnie występuje w zespole Gwardia Opole. W 2021 roku zadebiutował w  reprezentacja Polski w piłce ręcznej mężczyzn.
Od sezonu 2023/24 będzie reprezentował barwy KS Barlinek Industria Kielce.